# Simyra atomima
Simyra atomima är en fjärilsart som beskrevs av Adrian Hardy Haworth 1809. Simyra atomima ingår i släktet Simyra och familjen nattflyn. Inga underarter finns listade i Catalogue of Life.